# Chicago, Indiana and Southern Railroad
Le Chicago, Indiana and Southern Railroad (sigle de l'AAR: CI&S) était un ancien chemin de fer américain de classe I en opération dans l'Illinois et l'Indiana au début du XXe siècle.

## Histoire
Le Chicago, Indiana and Southern Railroad (CI&S) est créé en 1906 à la suite de la consolidation de l'Indiana, Illinois and Iowa Railroad et de l'Indiana Harbor Railroad. Le CI&S détenait les actions du Danville and Indiana Harbor Railroad. Mais les actions du CI&S étaient entièrement détenues par le Lake Shore and Michigan Southern Railway et le Michigan Central Railroad, lesquels étaient à leurs tours détenus par le New York Central Railroad (NYC). Un rapport de 1907 disait que le CI&S « était un affluent du Lake Shore ».
Le CI&S exploitait 2 lignes:
- une ligne nord-sud entre Indiana Harbor (à proximité d'East Chicago, Indiana) et Danville, Illinois.
- une ligne entre le village de Seatonville, situé dans le bassin houiller de la ville de Spring Valley, et South Bend, Indiana.

Ces 2 lignes totalisaient une longueur de 484 km.
En 1914, le CI&S fut l'un des nombreux chemin de fer à être consolidé pour constituer le moderne  New York Central Railroad.